# Ovidio Capitani
Ovidio Capitani (Il Cairo, 1º gennaio 1930 – Bologna, 17 marzo 2012) è stato uno storico e saggista italiano.

## Biografia
È stato tra i maggiori studiosi italiani del Medioevo. Di grande notorietà internazionale, le sue ricerche hanno cambiato in particolare le interpretazioni del secolo XI, della riforma ecclesiastica e del papa Gregorio VII. Fu docente di Storia medievale presso l'Università di Bologna dal 1967 e poi ordinario, formando varie generazioni di medievisti. All'attività didattica e alle pubblicazioni unì l'impegno per l'organizzazione della ricerca in numerose istituzioni.
Presidente e poi presidente onorario della Fondazione Centro italiano di studi sull'alto medioevo di Spoleto, presidente del Centro di studi sulla spiritualità medievale di Todi, consigliere dell'Istituto Storico Italiano per il Medioevo, socio corrispondente prima e poi socio ordinario nazionale dell'Accademia dei Lincei, fu inoltre redattore della rivista Studi medievali.
Nel 1989 vinse il Premio Internazionale Città di Ascoli Piceno.

## Opere
Le sue riflessioni sui risultati del lavoro storiografico caratterizzano una ricchissima bibliografia. Sono fra le sue opere maggiori:
- Sulla questione dell'usura nel Medioevo
- Studi su Berengario di Tours
- Storiografia e riforma della Chiesa
- Medioevo passato prossimo
- Storia Medievale
- Storia dell'Italia medievale 410-1216

Ha collaborato a varie opere dell'Istituto dell'Enciclopedia italiana Treccani, con contributi per il Dizionario biografico degli italiani, per l'Enciclopedia dei Papi e per l'Enciclopedia Fridericiana.